# Blixtorp
Blixtorp är en bebyggelse i Hunnestads socken i Varbergs kommun i Hallands län, Sverige. SCB klassade Blixtorp som en småort till 2015, för att därefter räkna den som en del av tätorten Hunnestad.

## Befolkningsutveckling
| Befolkningsutvecklingen i Blixtorp 2000–2010 | Befolkningsutvecklingen i Blixtorp 2000–2010 | Befolkningsutvecklingen i Blixtorp 2000–2010 | Befolkningsutvecklingen i Blixtorp 2000–2010 | Befolkningsutvecklingen i Blixtorp 2000–2010 |
| -------------------------------------------- | -------------------------------------------- | -------------------------------------------- | -------------------------------------------- | -------------------------------------------- |
|                                              |                                              |                                              |                                              |                                              |
| År                                           |                                              |                                              | Folkmängd                                    | Areal (ha)                                   |
| 2000                                         | 2000                                         |                                              | 53                                           |                                              |
| 2005                                         | 2005                                         |                                              | 56                                           |                                              |
| 2010                                         | 2010                                         |                                              | 63                                           | 9                                            |
|                                              |                                              |                                              |                                              |                                              |